# Jayden Nelson
Jayden Nelson (* 26. September 2002 in Toronto, Ontario) ist ein kanadischer Fußballspieler, der ab Ende Januar 2025 für die Vancouver Whitecaps spielt. Er ist seit Januar 2020 Teil der kanadischen Fußballnationalmannschaft.

## Sportlicher Werdegang

### Vereinskarriere
Jayden Nelson wuchs in Brampton, Ontario, auf und begann seine fußballerische Laufbahn in den Jugendsystemen der Region. 2018 kam er zu Toronto FC II, dem Farmteam des MLS-Klubs Toronto FC, und spielte in der USL League One. 2020 debütierte er in der Major League Soccer (MLS) für das Hauptteam von Toronto FC.
Im Februar 2023 wechselte Nelson nach Norwegen zu Rosenborg Trondheim in die Eliteserien und machte seine erste Auslandserfahrung im europäischen Fußball. Bei seinem Debüt in der höchsten norwegischen Spielklasse legte er am zweiten Spieltag der Spielzeit 2023 beim 1:1-Unentschieden bei Molde FK den Ausgleichstreffer durch Kristoffer Haugen auf. Im weiteren Saisonverlauf schwankte er zwischen Startelf, Ersatzbank und Tribüne, nach seinem Debüttor beim 4:0-Erfolg über Ham-Kam am 4. Juni des Jahres erzielte er bei acht Torvorlagen insgesamt vier Treffer in 24 Saisonspielen und erreichte mit dem Klub den neunten Tabellenplatz. Auch in der folgenden Spielzeit schwankte er zwischen Startformation und Ersatzbank, ehe er im Frühsommer aufgrund einer Wadenverletzung pausieren musste. Nach der Wiedergenesung rückte er im August wieder in den Spieltagskader.
Kurz vor Ablauf der Sommerwechselperiode lieh der deutsche Zweitligist SSV Ulm 1846 Ende August 2024 Nelson für ein Jahr aus. Bereits kurz nach Unterzeichnung des Leihvertrags kam er am 1. September 2024 beim 0:0 gegen SC Paderborn als Einwechselspieler für Maurice Krattenmacher zu seinem Debüt im deutschen Profifußball. Bei der 1:2-Heimniederlage gegen den 1. FC Nürnberg am folgenden Spieltag stand er erstmals in der Startelf und wurde zur Halbzeit gegen Dennis Chessa ausgetauscht. In der Folge kam er vornehmlich als Einwechselspieler für die „Spatzen“ zum Einsatz. Im Januar 2025 wurde die Leihe vorzeitig beendet und Nelson wechselte direkt im Anschluss fest zu den Vancouver Whitecaps.

### Nationalmannschaftslaufbahn
2017 debütierte Nelson für die kanadische U-15-Auswahlmannschaft im Nationaltrikot, für diese lief er im Rahmen der CONCACAF U-15-Meisterschaft auf. Später stand er für die U-17-Nationalmannschaft auf dem Platz.
Im Alter von 17 Jahren gab Nelson am 7. Januar 2020 sein Debüt für die A-Nationalmannschaft und erzielte sein erstes A-Länderspieltor beim 4:1-Sieg gegen Barbados. Mit der Auswahlmannschaft nahm er am CONCACAF Gold Cup 2023 teil, bei dem sie im Viertelfinale im Elfmeterschießen an der US-Mannschaft scheiterte. Dabei war er in der Gruppenphase zu einem Turniereinsatz gekommen und erzielte als Einwechselspieler für Moïse Bombito beim 4:2-Erfolg im abschließenden Gruppenspiel gegen Kuba wenige Minuten nach der Halbzeitpause den 3:1-Zwischenstand.